# Coupe de la Ligue écossaise de football 1979-1980
 (octobre 2020).
Si vous disposez d'ouvrages ou d'articles de référence ou si vous connaissez des sites web de qualité traitant du thème abordé ici, merci de compléter l'article en donnant les références utiles à sa vérifiabilité et en les liant à la section « Notes et références ».
Navigation
Coupe de la Ligue écossaise 1978-1979 Coupe de la Ligue écossaise 1980-1981
La Coupe de la Ligue écossaise 1979-1980 est la 35e édition de la Coupe de la Ligue écossaise de football, et voit le Dundee United l'emporter face à l'Aberdeen FC dans une finale disputée en deux manches les 8 et 12 décembre 1979.

## Résultats

### Premier tour
| Division              | Club               | Aller | Total | Retour     | Club                 | Division             |
| --------------------- | ------------------ | ----- | ----- | ---------- | -------------------- | -------------------- |
| Premier Division (D1) | Aberdeen FC        | 4 - 0 | 5 - 2 | 1 - 2      | Arbroath FC          | First Division (D2)  |
| First Division (D2)   | Dumbarton FC       | 1 - 1 | 3 - 4 | 2 - 3      | St Johnstone FC      | First Division (D2)  |
| Second Division (D3)  | East Stirlingshire | 1 - 1 | 2 - 5 | 1 - 4      | Albion Rovers        | Second Division (D3) |
| Second Division (D3)  | Forfar Athletic    | 3 - 2 | 5 - 4 | 2 - 2 a.p. | Berwick Rangers      | First Division (D2)  |
| Premier Division (D1) | Kilmarnock FC      | 2 - 1 | 3 - 2 | 1 - 1 a.p. | Alloa Athletic       | Second Division (D3) |
| Second Division (D3)  | Stranraer FC       | 0 - 0 | 4 - 2 | 4 - 2 a.p. | Dunfermline Athletic | First Division (D2)  |

### Deuxième tour
| Division              | Club               | Aller | Total | Retour | Club                | Division              |
| --------------------- | ------------------ | ----- | ----- | ------ | ------------------- | --------------------- |
| First Division (D2)   | Airdrieonians FC   | 2 - 1 | 2 - 3 | 0 - 2  | Dundee United       | Premier Division (D1) |
| First Division (D2)   | Ayr United         | 2 - 2 | 3 - 2 | 1 - 0  | Heart of Midlothian | First Division (D2)   |
| First Division (D2)   | Clyde FC           | 1 - 2 | 1 - 6 | 0 - 4  | Rangers FC          | Premier Division (D1) |
| First Division (D2)   | Clydebank FC       | 0 - 0 | 0 - 1 | 0 - 1  | Hamilton Academical | First Division (D2)   |
| Second Division (D3)  | Cowdenbeath FC     | 1 - 4 | 2 - 7 | 1 - 3  | Dundee FC           | Premier Division (D1) |
| Second Division (D3)  | Falkirk FC         | 1 - 2 | 2 - 6 | 1 - 4  | Celtic FC           | Premier Division (D1) |
| Premier Division (D1) | Hibernian FC       | 2 - 1 | 3 - 1 | 1 - 1  | Montrose FC         | Second Division (D3)  |
| Premier Division (D1) | Kilmarnock FC      | 2 - 0 | 3 - 1 | 1 - 1  | Forfar Athletic     | Second Division (D3)  |
| Second Division (D3)  | Meadowbank Thistle | 0 - 5 | 2 - 7 | 2 - 2  | Aberdeen FC         | Premier Division (D1) |
| First Division (D2)   | Motherwell FC      | 1 - 4 | 3 - 4 | 2 - 0  | Queen's Park        | Second Division (D3)  |
| Premier Division (D1) | Partick Thistle    | 2 - 2 | 3 - 2 | 1 - 0  | Albion Rovers       | Second Division (D3)  |
| Second Division (D3)  | Queen of the South | 0 - 1 | 0 - 5 | 0 - 4  | Morton FC           | Premier Division (D1) |
| First Division (D2)   | Raith Rovers       | 1 - 0 | 3 - 0 | 2 - 0  | East Fife           | Second Division (D3)  |
| First Division (D2)   | St Johnstone FC    | 3 - 1 | 6 - 4 | 3 - 3  | Stranraer FC        | Second Division (D3)  |
| Second Division (D3)  | Stenhousemuir FC   | 1 - 4 | 3 - 8 | 2 - 4  | St Mirren FC        | Premier Division (D1) |
| First Division (D2)   | Stirling Albion    | 3 - 1 | 4 - 1 | 1 - 0  | Brechin City        | Second Division (D3)  |

### Troisième tour
| Division              | Club                | Aller | Total | Retour     | Club            | Division              |
| --------------------- | ------------------- | ----- | ----- | ---------- | --------------- | --------------------- |
| Premier Division (D1) | Aberdeen FC         | 3 - 1 | 5 - 1 | 2 - 0      | Rangers FC      | Premier Division (D1) |
| Premier Division (D1) | Dundee FC           | 2 - 1 | 3 - 1 | 1 - 0      | Ayr United      | First Division (D2)   |
| First Division (D2)   | Hamilton Academical | 1 - 3 | 3 - 3 | 2 - 0 a.p. | St Mirren FC    | Premier Division (D1) |
| Premier Division (D1) | Hibernian FC        | 1 - 2 | 2 - 4 | 1 - 2      | Kilmarnock FC   | Premier Division (D1) |
| Premier Division (D1) | Partick Thistle     | 0 - 1 | 1 - 5 | 1 - 4      | Morton FC       | Premier Division (D1) |
| Second Division (D3)  | Queen's Park        | 0 - 3 | 1 - 5 | 1 - 2      | Dundee United   | Premier Division (D1) |
| First Division (D2)   | Raith Rovers        | 1 - 1 | 4 - 2 | 3 - 1      | St Johnstone FC | First Division (D2)   |
| First Division (D2)   | Stirling Albion     | 1 - 2 | 2 - 6 | 1 - 4      | Celtic FC       | Premier Division (D1) |

### Quarts de finale
| Division              | Club                | Aller | Total | Retour              | Club          | Division              |
| --------------------- | ------------------- | ----- | ----- | ------------------- | ------------- | --------------------- |
| Premier Division (D1) | Aberdeen FC         | 3 - 2 | 4 - 2 | 1 - 0               | Celtic FC     | Premier Division (D1) |
| Premier Division (D1) | Dundee United       | 0 - 0 | 1 - 0 | 1 - 0               | Raith Rovers  | First Division (D2)   |
| First Division (D2)   | Hamilton Academical | 3 - 1 | 3 - 2 | 0 - 1               | Dundee FC     | Premier Division (D1) |
| Premier Division (D1) | Morton FC           | 3 - 2 | 5 - 5 | 2 - 3 a.p., 5-4 tab | Kilmarnock FC | Premier Division (D1) |

### Demi-finale
| Division              | Club          | Score | Club                | Division              |
| --------------------- | ------------- | ----- | ------------------- | --------------------- |
| Premier Division (D1) | Aberdeen FC   | 2 - 1 | Morton FC           | Premier Division (D1) |
| Premier Division (D1) | Dundee United | 6 - 2 | Hamilton Academical | First Division (D2)   |

### Finale
La finale oppose Dundee United Football Club à Aberdeen Football Club :
| Division              | Club          | Score      | Club        | Division              |
| --------------------- | ------------- | ---------- | ----------- | --------------------- |
| Premier Division (D1) | Dundee United | 0 - 0 a.p. | Aberdeen FC | Premier Division (D1) |
| Match rejoué          |               |            |             |                       |
| Premier Division (D1) | Dundee United | 3 - 0      | Aberdeen FC | Premier Division (D1) |